# Подгає (Буський повіт)
Подґає (пол. Podgaje) — село в Польщі, у гміні Бусько-Здруй Буського повіту Свентокшиського воєводства.
Населення — 252 особи (2011).
У 1975-1998 роках село належало до Келецького воєводства.

## Демографія
Демографічна структура на день 31 березня 2011 року:
|          | Загалом | Допрацездатний вік | Працездатний вік | Постпрацездатний вік |
| -------- | ------- | ------------------ | ---------------- | -------------------- |
| Чоловіки | 123     | 23                 | 84               | 16                   |
| Жінки    | 129     | 25                 | 73               | 31                   |
| Разом    | 252     | 48                 | 157              | 47                   |